# Биссоло, Франческо
Франческо Биссоло известный также, как Пьетро Франческо Биссоло (итал. Francesco Bissolo, Pier Francesco Bissolo; 1470 или 1472, Тревизо — 20 апреля 1554, Венеция) — итальянский живописец позднего Возрождения венецианской школы.

## Биография
Франческо родился в Тревизо области Венето на севере Италии, в семье живописца Ветторе Биссоло. Был учеником знаменитого венецианца Джованни Беллини, хотя первые познания в живописи получил от Джироламо Старшего в Тревизо. С 1490 году переехал в мастерскую Беллини. С 1492 по 1530 год работал в Венеции. Помогал учителю в работе над украшением Большого зала Совета Дворца дожей в Венеции. Принимал участие в создании росписей Церкви Иль-Реденторе в Венеции.
Вначале Биссоло испытал влияния живописи Джорджоне. Картина «Мадонна с Младенцем и святым Петром», хранящаяся в коллекции Лютомирских в Милане, может быть отнесена к этому раннему этапу творческой биографии художника. Биссоло также использовал в своих алтарных картинах фруктовые гирлянды, типичные для падуанской школы живописи.
В произведениях зрелого периода творчества прослеживается влияние Пальмы иль Веккьо.
Среди его наиболее значительных работ — «Преображение Христа» 1512 года, написанное для церкви Санта-Мария-Матер-Домини в Венеции, «Христос, преображающий терновый венец в золотой, со Святой Екатериной» 1514 года для церкви Церкви Иль-Реденторе, ныне находящейся в Венецианской Академии, «Мадонна» 1516 года для церкви Мадонна дель Кампо в Заре, заказанная каноником собора в Тревизо Де Донини, «Святое собеседование», хранящаяся в Кастельфранко-Венето, и «Мадонна с Младенцем и святыми» 1530 года, созданная в Одерцо.
Произведения художника хранятся во многих музеях мира.
В Национальной галерее в Лондоне хранится «Мадонна с Младенцем, святыми и донаторами». В санкт-петербургском Эрмитаже находится его картина «Мадонна с Младенцем Христом». Ряд картин Биссоло имеется в музеях Варшавы, Лос-Анджелеса (Музей Нортона Саймона и Дейтоновском институте искусств (штат Огайо, США) и других.

## Галерея
- Мадонна с Младенцем и святыми Бернардино Сиенским, Марией Магдалиной и донатором. Галерея искусства, Йорк, Англия
- Мадонна с Младенцем, святыми и донаторами. Между 1500 и 1525. Национальная галерея, Лондон
- Святые Юстина, Иоанн Креститель, Екатерина Александрийская и донатор. Собор, Тревизо
- Мистическое обручение Святой Екатерины. 1500—1525. Холст, масло. Национальный музей (Варшава)
- Спаситель мира. Старая пинакотека, Мюнхен
- Женский портрет. 1525. Холст, масло. Национальная галерея, Лондон